# TaiTan
TaiTan（たいたん､1993年10月12日 - ）は日本のラッパー。Dos Monosのメンバー｡ラジオパーソナリティ､クリエイティブ・ディレクター｡

## 人物
攻玉社中学校・高等学校､慶應義塾大学経済学部出身｡
Dos Monosのメンバーとして2018年にアメリカのレーベル・Deathbomb Arcと契約。MC担当｡ポッドキャスターとしては、Podcast番組『奇奇怪怪』や､集英社初の音声レーベルである「shueisha vox」の第一弾企画､『流通空論』などでパーソナリティを務める。また、クリエイティブディレクターとしても、0円のマガジン『magazine ii』や、テレ東停波帯ジャック番組『蓋』などを手がけている。TBSラジオ『脳盗』においては､ラジオパーソナリティだけでなく､『脳盗王』や､『盗』などを企画｡『POPEYE』や『BRUTUS』等での雑誌の連載やエッセイの寄稿など､文筆家としての一面も持つ｡
名前の由来は、敬愛する太田光（爆笑問題）が所属する事務所「タイタン」から。また、本名と組み合わせて「イイヅカタイタン」名義で活動することもある。人前に出てラップしたりしゃべったりしているのは「タイタン」であり､プロジェクト全体を企てているのは自分自身=「イイヅカ」のほうであるという感覚を元に名義を使い分けている。
- 幼少期からラジオ、音楽などを通じて､物事の裏側にいる企て人に興味を持ち､編集者に憧れていた｡[10][11]
- 中学1年の頃からドラムを始め､Dos Monosのメンバーの荘子itとミッシェル・ガン・エレファントやブランキー・ジェット・シティのコピーバンドを組んでいた｡[12]
- ラジオについては特別の思い入れを持っており､『問わず語りの神田伯山』や『火曜JUNK爆笑問題カーボーイ』などTBSラジオ番組を好む｡[13]
- 無類のカレー好きを自認しており､過去にはSPINEARで『TOKIO CURRY CLUB』というPodcast番組のパーソナリティを務める｡[14]
- PERIMETRON､millennium paradeに所属するデジタルアーティスト神戸雄平や､クリエイティブユニットMargt所属の高畠新と親交が深く､奇奇怪怪・脳盗のアートディレクションやデザインなどでチームを組むことが多い｡[15][16]
- 2023年8月、Forbes JAPAN 30 UNDER 30 2023を個人受賞｡[17]
- 2025年３月、『流通空論』にてJAPAN PODCAST AWARDSでパーソナリティ賞受賞。[18]

## 主な活動

### ラッパーとして
2015年頃から､中高の同級生である荘子it(ソウシット)の誘いで没 aka NGS(ボツ・エーケーエー・エヌジーエス)と共にヒップホップトリオを結成｡楽曲においてエディトリアルやプロデューサーとしての役割は荘子it(ソウシット)が担うが､TiTanは主にラッパーとしての役割と､楽曲ができたあがったあとの流通やPR､クリエイティブに関してのディレクションを担当｡

### ラジオパーソナリティとして
Dos Monosで予定していた１カ月のアメリカツアーがコロナ禍で中止になったことをきっかけにPodcast番組「奇奇怪怪明解事典」（2023年5月「奇奇怪怪」にリニューアル）を2020年5月に開始｡書籍化を目指すというコンセプトで番組を開始させた｡番組開始から1年も経たないうちに､2021年3月「JAPAN PODCAST AWARDS 2020」で「Spotify NEXTクリエイター賞」を受賞。その後6月からはSpotify独占配信番組となる｡
2022年7月1日からTBSラジオにて「脳盗」が10分番組として開始｡多くの反響を経て同年10月2日よりレギュラー番組化｡2025年4月から毎週土曜26:00～27:00の1時間枠に拡大。

### クリエイティブディレクターとして
- Magazineⅱ:「エモーションとコミュニケーション」をテーマに創刊された0円の雑誌の企画。[22]
- Dos Siki 屋外広告 :  Dos Monosが2020年7月24日リリースしたアルバム『Dos Siki』収録曲のトラック制作画面をそのまま屋外広告として掲出した｡
- 蓋：2021年9月に放送されたテレビ東京の停波帯を活用したテレビ番組を企画｡当時テレビ東京のディレクターであった上出遼平と共に企画を担当
- 圧と密：2023年8月-9月にかけて､Podcast発書籍『奇奇怪怪』の蔦屋書店でのプロモーションを企画[23][24]
- 盗：赤坂BLITZで行われた音を立てなければ全商品盗めるショップを特設｡日本最大級のクリエイティブアワード「2024 64th ACC TOKYO CREATIVITY AWARDS」のメディアクリエイティブ部門シルバーとブランデッド・コミュニケーション部門Bカテゴリーにてブロンズを受賞。第１弾は2024年3月16日-17日、第２弾は2025年3月13日-16日にかけて開催された。[25]
- IGNITE the Podcasters：マイクブランドShureと「歩くだけで高性能マイクが手に入る」世界初のスニーカーを開発。[26]

## 著書
- TaiTan/玉置周啓 著　『奇奇怪怪明解事典』　国書刊行会、2022年。ISBN 978-4-336-07260-3
- TaiTan/玉置周啓 著　『奇奇怪怪』　石原書房、2023年。ISBN 978-4-911125-00-7